# Адміністративний устрій Маньківського району
Адміністративний устрій Маньківського району — адміністративно-територіальний поділ Маньківського району Черкаської області на 1 селищну громаду, 1 сільську громаду, 1 селищну та 16 сільських рад, які об'єднують 31 населений пункт та підпорядковані Маньківській районній раді. Адміністративний центр — смт Маньківка.

## Список громадМаньківського району
- Буцька селищна громада
- Іваньківська сільська громада

## Список радМаньківського району
| №  | Назва                         | Центр             | Населені пункти                        | Площа км² | Місце за площею | Населення (2001), осіб | Місце за населенням |
| -- | ----------------------------- | ----------------- | -------------------------------------- | --------- | --------------- | ---------------------- | ------------------- |
| 1  | Маньківська селищна рада      | смт Маньківка     | смт Маньківка с-ще Жолудькове          |           |                 | 8646                   | 1                   |
| 2  | Вікторівська сільська рада    | с. Вікторівка     | с. Вікторівка                          |           |                 | 1201                   | 7                   |
| 3  | Дзензелівська сільська рада   | с. Дзензелівка    | с. Дзензелівка                         |           |                 | 1736                   | 5                   |
| 4  | Добрянська сільська рада      | с. Добра          | с. Добра                               |           |                 | 1130                   | 9                   |
| 5  | Кислинська сільська рада      | с. Кислин         | с. Кислин                              |           |                 | 546                    | 21                  |
| 6  | Кищенецька сільська рада      | с. Кищенці        | с. Кищенці                             |           |                 | 956                    | 12                  |
| 7  | Кривецька сільська рада       | с. Кривець        | с. Кривець с-ще Рудка                  |           |                 | 759                    | 15                  |
| 8  | Молодецька сільська рада      | с. Молодецьке     | с. Молодецьке                          |           |                 | 1827                   | 4                   |
| 9  | Нестерівська сільська рада    | с. Нестерівка     | с. Нестерівка                          |           |                 | 950                    | 13                  |
| 10 | Паланоцька сільська рада      | с. Паланочка      | с. Паланочка                           |           |                 | 521                    | 22                  |
| 11 | Подібнянська сільська рада    | с. Подібна        | с. Подібна                             |           |                 | 1043                   | 11                  |
| 12 | Попівська сільська рада       | с. Попівка        | с. Попівка с-ще Зелений Гай с. Філіція |           |                 | 747                    | 16                  |
| 13 | Потаська сільська рада        | с. Поташ          | с. Поташ                               |           |                 | 1280                   | 6                   |
| 14 | Рогівська сільська рада       | с. Роги           | с. Роги                                |           |                 | 1102                   | 10                  |
| 15 | Русалівська сільська рада     | с. Русалівка      | с. Русалівка                           |           |                 | 737                    | 17                  |
| 16 | Харківська сільська рада      | с. Харківка       | с. Харківка с. Мала Маньківка          |           |                 | 708                    | 19                  |
| 17 | Чорнокам'янська сільська рада | с. Чорна Кам'янка | с. Чорна Кам'янка с. Юрпіль            |           |                 | 1192                   | 8                   |

* Примітки: м. — місто, с-ще — селище, смт — селище міського типу, с. — село